# Jennifer Blake (luchadora)
Jennifer Ykema (nacida el 16 de septiembre de 1983) es un luchadora profesional canadiense, más conocido bajo el nombre de Jennifer Blake. Jennifer Blake ha trabajado en Asistencia Asesoría y Administración (AAA) donde fue Campeona de Parejas Mixto de AAA con Alan Stone.

## Carrera

### Primeros años (2004-2007)
Blake hizo su primera aparición en 2004 de lucha libre como una anunciadora.  Después de esto, hizo la transición a una gestión papel y comenzó a actuar como una ayuda de cámara de Derek Wylde y Cody Deaner mientras recibe entrenamiento de Cody.

### Circuitos independientes (2008-presente)
Blake hizo su debut en Shimmer Women Athletes el 26 de abril de 2008, donde se asoció con Danyah hacer frente a International Home Wrecking Crew (Rain and Jetta) donde perdió más tarde. Más tarde esa noche, Blake y Danyah fueron vencidos por la experiencia (Lexie Fyfe y Malia Hosaka). En el Volumen 19 del 5 de julio, hizo su debut en la competición individual en un esfuerzo por perder a Allison Danger.

### Wrestlicious (2009-2010)
A principios de 2009, Blake participó en las grabaciones de Jimmy Hart's Wrestlicious , donde apareció como 'The Ice Princess' Autumn Frost. En la edición del 10 de marzo de 2010 de Takedown , compitió en su primer partido de la promoción, derrotar a Paige Webb. El 24 de marzo de 2010, edición de Takedown ella apareció en el segmento cuna de riesgo compartido con Toni la parte superior y JV Rich. En la edición del 4 de noviembre de 2010 de Takedown, compitió en el "Hoedown Throwdown" real de batalla, pero fue eliminada por Alexandra Magno.

### Asistencia Asesoría y Administración (2009-2014)
Blake hizo su debut en la empresa mexicana AAA en Verano de Escándalo como Jennifer Blade.
Blake cambia a Face por primera vez cuando fue atacada después de una lucha por Mari Apache y Taya, antes de ser salvada por Faby Apache, La Jarochita y Lolita. El 1 de marzo, Blake perdió a su rival Taya en la primera ronda de un torneo por el vacante Campeonato Reina de Reinas de AAA, después de la interferencia de Mari Apache y LuFisto.

## En lucha

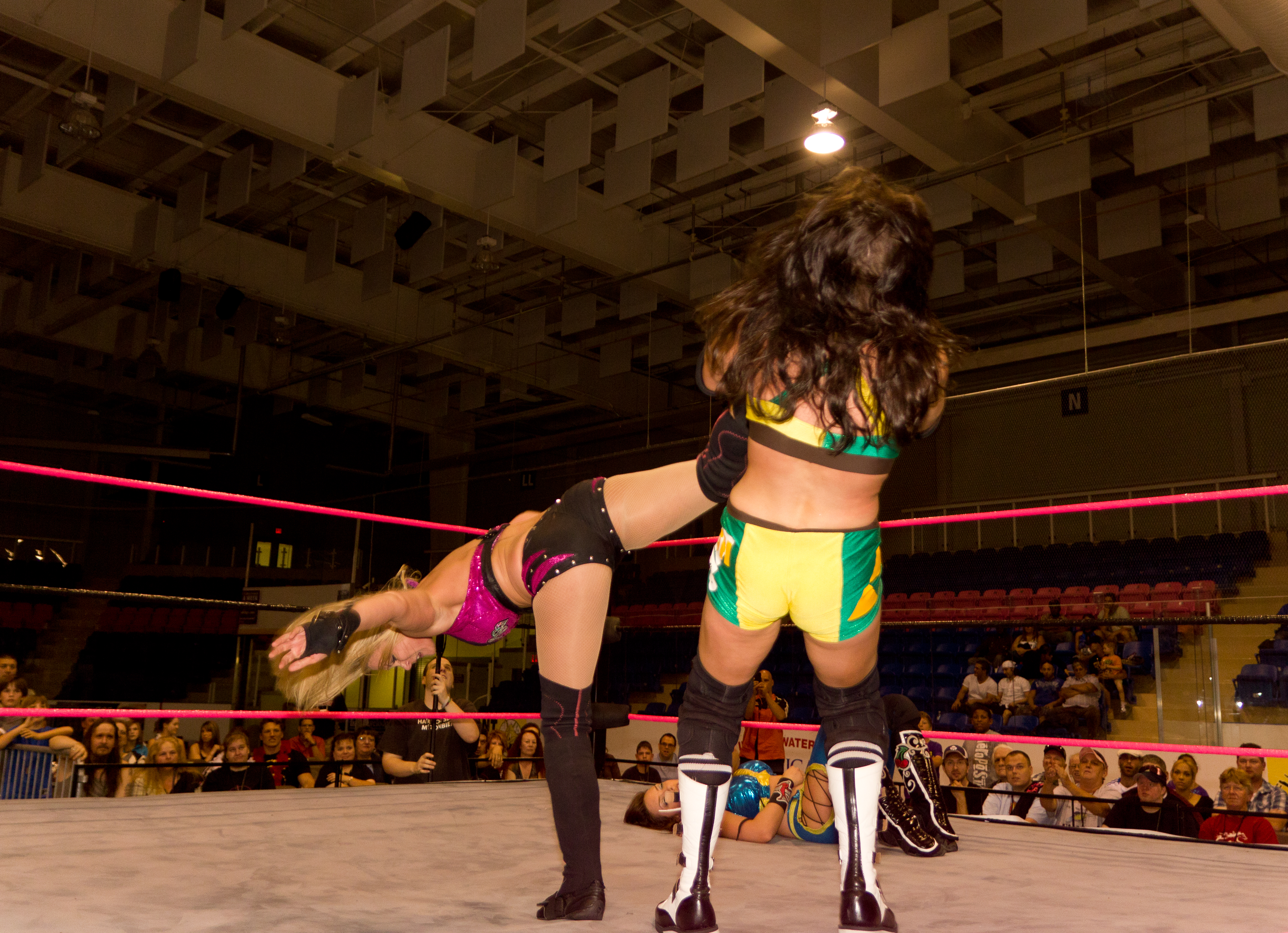
Blake aplicando un superkick a Courtney Rush

- Movimientos finales
  - Double knee backbreaker
  - Dynamite Destroyer[7] (Double underhook front flip piledriver) – 2007–2008
  - Pumphandle half nelson driver[8] – 2010–presente
  - Superkick[9]
- Movimientos de firma
  - Eye rake[1]
  - Multiple knife-edge chops to a cornered opponent[7][10][9]
  - Running dropkick to a seated opponent
  - Springboard arm drag[10]
  - Suicide dive
- Apodos
  - "Girl Dynamite"
  - "The Ice Princess"

## Campeonatos y logros

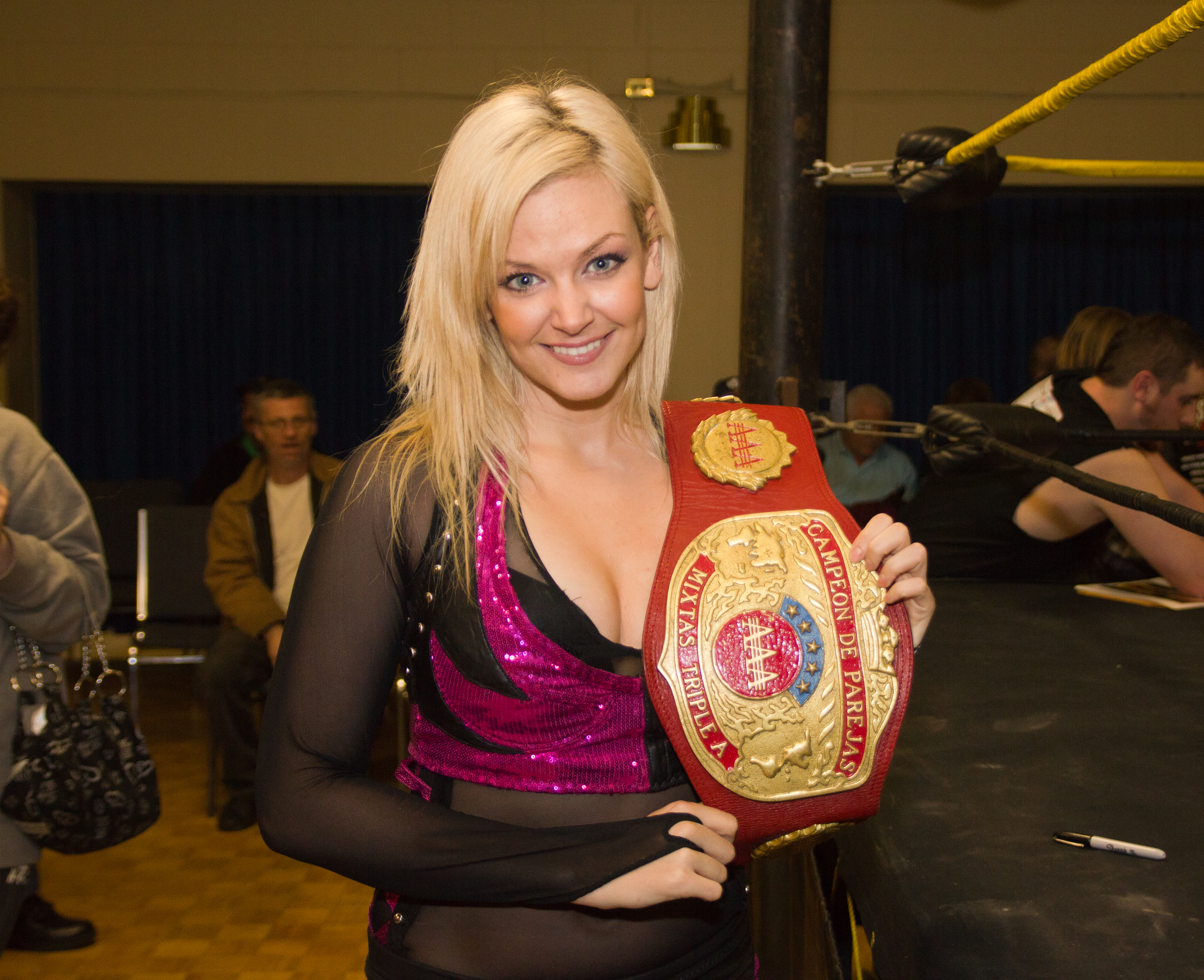
Blake como Campeona de Parejas Mixto de AAA

- Asistencia Asesoría y Administración
  - Campeonato Mundial en Parejas Mixto de AAA (1 vez) – con Alan Stone
- Pro Wrestling Illustrated
  - Situada en el Nº38 en el PWI Female 50 en 2009.[11]